# Furulund
För andra betydelser, se Furulund (olika betydelser).
Furulund är en tätort i Kävlinge kommun i Skåne län.
Orten ligger till stora delar på södra sluttningen i Kävlingeåns sänka. Inom samhället finns för Lundaslätten relativt stora skogsdungar med främst tall, varifrån namnet antas komma.
I sydöstra delen av tätorten ligger Lackalänga, kyrkby i Lackalänga socken med Lackalänga kyrka. Furulund är idag i det närmaste sammanvuxet med Kävlinge, avståndet från centrum till centrum är endast två-tre kilometer. En stor del av den yrkesverksamma befolkningen arbetspendlar numera till Lund, Malmö eller andra kringliggande orter.

## Historia
Furulund uppstod som stationssamhälle efter tillkomsten år 1886 av Malmö-Billesholms Järnväg (MBJ), en bana som numera (2013) trafikeras med godståg och är en del av Godsstråket genom Skåne. I slutet av 1800-talet anlades i Furulund en filial till Malmö Yllefabriks AB (MYA). Samhället fungerade under denna tid närmast som ett slags brukssamhälle, där MYA, under ledning av konsul August Schmitz, byggde bostäder och i även i övrigt hade stor betydelse för samhällets utveckling.  
Yllefabriken nedlades på 1960-talet, och i lokalerna öppnade senare ett AMU-center för yrkesutbildning av vuxna. Arbetsmarknadsinstitutet bedrev även utbildning för synskadade här. På 1980-talet flyttade även AMU, och sedan dess har orten saknat en dominerande arbetsgivare. 

### Administrativa tillhörigheter
Lackalänga var en ort i Lackalänga socken och ingick efter kommunreformen 1862 i Lackalänga landskommun. 4 oktober 1901 inrättades i landskommunen Furulunds municipalsamhälle för orten. 1955 uppgick landskommunen med municipalsamhället i den då nybildade Furulunds köping. 1969 uppgick köpingen i Kävlinge köping som 1971 ombildades till Kävlinge kommun.
Furulund tillhörde Lackalänga församling som 1998 uppgick i Lackalänga-Stävie församling.
Furulund ingick till 1900 i Torna härads tingslag och sedan till 1971 i Torna och Bara domsagas tingslag. Sedan 1971 ingår Furulund i Lunds domsaga.

### Befolkningsutveckling
| Befolkningsutvecklingen i Furulund 1900–2020 | Befolkningsutvecklingen i Furulund 1900–2020 | Befolkningsutvecklingen i Furulund 1900–2020 | Befolkningsutvecklingen i Furulund 1900–2020 | Befolkningsutvecklingen i Furulund 1900–2020 |
| -------------------------------------------- | -------------------------------------------- | -------------------------------------------- | -------------------------------------------- | -------------------------------------------- |
|                                              |                                              |                                              |                                              |                                              |
| År                                           |                                              |                                              | Folkmängd                                    | Areal (ha)                                   |
| 1900                                         | 1900                                         |                                              | 924                                          | †                                            |
| 1960                                         | 1960                                         |                                              | 2 300                                        |                                              |
| 1965                                         | 1965                                         |                                              | 2 798                                        |                                              |
| 1970                                         | 1970                                         |                                              | 2 949                                        |                                              |
| 1975                                         | 1975                                         |                                              | 3 322                                        |                                              |
| 1980                                         | 1980                                         |                                              | 3 551                                        |                                              |
| 1990                                         | 1990                                         |                                              | 3 556                                        | 253                                          |
| 1995                                         | 1995                                         |                                              | 3 627                                        | 255                                          |
| 2000                                         | 2000                                         |                                              | 3 517                                        | 255                                          |
| 2005                                         | 2005                                         |                                              | 3 888                                        | 267                                          |
| 2010                                         | 2010                                         |                                              | 4 180                                        | 280                                          |
| 2015                                         | 2015                                         |                                              | 4 359                                        | 276                                          |
| 2020                                         | 2020                                         |                                              | 4 669                                        | 288                                          |
| † Som köpingsliknande samhälle 1900.         |                                              |                                              |                                              |                                              |

## Handel
Furulunds kooperativa handelsförening bildades 1907. I början av 1970-talet satte föreningen igång planerna på att bygga en ny livsmedelshall, vilket styrelsen ansåg krävde sammanslagning med den större Konsumentföreningen Solidar i Malmö. När förslaget skulle klubbas igenom 1973 röstades det först ner, men till sist fick styrelsen igenom sin linje. Den nya Konsumhallen öppnade den 29 november 1973, varpå den gamla som låg bredvid revs för att göra plats för post och bank. År 2017 lades dåvarande Coop Nära ner och kooperationen lämnade Furulund efter 99 år.
Konsum låg mellan stationen och Kungsgatan (kvarteret Linden). Norr därom byggdes ytterligare en livsmedelshall (kvarteret Krösenet) för Ica. Kvarteren Linden och Krösenet har från 2017 varit föremål omfattande nydaningsplaner där livsmedelshallarna lämnar plats för mer blandad centrumbebyggelse.

## Föreningar
En rad föreningar är verksamma i Furulund, varav kan nämnas SS Iden, Furulunds Skytteförening, Furulunds Scoutkår, Furulunds IK (med fotbollslag i div 3) samt Furulunds RC-klubb, som har en internationellt känd bana för radiostyrda bilar.

## Järnvägar
Från och med december 2020 trafikerar Pågatåg Furulunds station på Godsstråket genom Skåne.